# Adelphocorisella
Adelphocorisella is een geslacht van wantsen uit de familie van de Miridae (Blindwantsen). Het geslacht werd voor het eerst wetenschappelijk beschreven door Miyamoto & Yasunaga in 1993.

## Soorten
Het genus bevat de volgende soorten:

- Adelphocorisella adelphocoroides Yasunaga, Shishido & Yamada, 2016
- Adelphocorisella australis Malipatil & Chérot, 2002
- Adelphocorisella brunnescens (Poppius, 1915)
- Adelphocorisella insulana Miyamoto & Yasunaga, 1993
- Adelphocorisella lespedezae Miyamoto & Yasunaga, 1993
- Adelphocorisella relatum (Distant, 1904)
- Adelphocorisella rubricornis Malipatil & Chérot, 2016
- Adelphocorisella sarika Yasunaga, Shishido & Yamada, 2016